# Erbig (Spessart)
Der Erbig (früher Judenberg) ist ein 285 Meter hoher Berg im Vorspessart auf dem Gebiet der bayerischen kreisfreien Stadt Aschaffenburg.

## Geographie
Der Gipfel befindet sich auf der Gemarkung des Stadtteils Schweinheim, etwa 3 km südlich des Zentrums von Aschaffenburg. Südwestlich liegt der Ortsteil Obernau, im Osten wird der Berg durch das Tal des Hügelsbaches begrenzt. Im Nordwesten geht der Erbig in den 256 m hohen Sternberg über. Im Südwesten grenzt der 254 m hohe Judenberg an. Dort befindet sich ein Jüdischer Friedhof.
Nach dem Erbig ist die in Schweinheim stehende Erbighalle benannt. Über den Berg verläuft ein Kreuzweg zur Obernauer Kapelle.